# Alfons Quintà i Sadurní
Alfons Quintà i Sadurní (Figueres, 28 d'agost de 1943 - Barcelona, 19 de desembre de 2016) fou un periodista i advocat català, oficial de la marina mercant, jutge i assassí masclista.

## Carrera periodística
Alfons Quintà va destacar sobretot com a periodista. Va crear els programes en català de Ràdio Barcelona. Fou delegat del diari El País a Catalunya, on redactà una sèrie d'articles que relacionaven Jordi Pujol amb el cas Banca Catalana. Tot i això, l'administració Pujol el designà director general del Projecte d'Empresa Pública de Producció i Emissió de Televisió de Catalunya. Després de deixar la direcció de Televisió de Catalunya el 1984, Quintà col·laborà en el projecte d'El Observador, diari impulsat per Lluís Prenafeta, i del qual va ser director fins pocs mesos després de la sortida del primer exemplar. Va ser assessor científic de la Gran Enciclopèdia Catalana. Des de llavors, Quintà va ser columnista del diari Avui, fins al 2005 en la columna diària «L'encenall» i al setmanal «Planetàrium»; després hi va perdre espai significativament, i va deixar d'escriure-hi l'any 2009. El 1999 va ser entrevistat per Víctor Alexandre al llibre Jo no sóc espanyol. El maig de 2012 fou nomenat director del diari digital El Debat, en substitució de Francesc Moreno. També va ser columnista del Diari de Girona i participava com a tertulià en programes com Amics, coneguts i saludats de 8tv.

## Assassinat de la seva dona i suïcidi
El dia 19 de desembre de 2016 ell i la seva dona van ser trobats morts a casa seva, a Barcelona. Segons la policia, cap a les tres de la matinada va assassinar la seua dona Victòria Bertran (doctora al CAP de les Corts) amb una escopeta de caça, i després ell es va suïcidar. La germana de Victòria, estranyada que aquesta no truqués en tot el dia i que no anés a treballar al CAP, va decidir denunciar-ho als mossos a les sis de la tarda del mateix dia. En entrar al domicili, la policia catalana va trobar la parella morta, tot i que només va poder confirmar la identitat de Victòria Bertran atès l'estat de desfiguració d'Alfons Quintà. Al pis, també s'hi va trobar una nota de suïcidi en què Quintà es lamentava que la seva dona Victòria volgués trencar la relació que mantenien.
El 2 d'octubre de 2016 Alfons Quintà havia publicat un article al Diari de Girona titulat "La sort de morir agafant la mà estimada" en el qual deia que patia per la precarització de la sanitat, que sentia que s'havien perdut l'equitat i els sentiments d'humanitat, i que, per damunt de tot, valorava més morir al costat de la persona que estimava. Quintà utilitzava frases com "qualsevol preu seria barat" o "aquell que mori intentant agafar la mà de la persona a qui estimi sempre obrarà millor que aquell que no ho intenti".
El 2020 l'escriptor Jordi Amat va publicar la biografia El fill del xofer.